# Il nuovo proprietario del Castello de' Paperoni
Il nuovo proprietario del Castello de' Paperoni è il quinto capitolo della Saga di Paperon de' Paperoni, serie a fumetti realizzata dallo statunitense Don Rosa.

## Trama
La famiglia è in gravi ristrettezze economiche ma arriva Paperon de' Paperoni che grazie all'assegno di 10.000 dollari di Marcus Daly dovrebbe ripianare il debito con l'erario ed evitare che il castello cada nelle mani dai Whiskervilles. Ma Argus Whiskervilles insieme al cugino Fenton, sceriffo della contea, sono giunti con un giorno d'anticipo per sloggiare il clan dalle sue terre. Argus sfida a duello Paperone con l'intento di permettere a Fenton di fare sparire l'assegno di Paperone. Durante il duello Paperone ha la peggio ma interviene il fantasma di Quaquarone che consegna a Paperone una spada permettendogli di vincere. Un fulmine colpisce la lama levata al cielo e fa cadere nel fossato Paperone apparentemente morto. Paperone rivede i propri avi Pancia di Ghisa de' Paperoni, Braccio di Ferro de' Paperoni, Malcolm de' Paperoni e Hugh lo Schiumatore de' Paperoni che rappresentano il Tribunale dei de' Paperoni. Il gruppo decide di consultare il Libro dei de' Paperoni e si scopre che il problema nasce dall'interferenza di Quaquarone senza il quale Paperone avrebbe vinto comunque. Il tribunale inizialmente non vuole concedere a Paperone una seconda possibilità fino a che non legge sul Libro che «Qui c'è scritto che diventerò "il più spilorcio, miserabile, strizzarape, avaro tirchioso della Terra!"». Un'ovazione di gioia percorre l'intero clan che decide di concedergli la seconda opportunità richiesta da Quaquarone. Paperone, senza ricordarsi nulla di quello che gli è accaduto, riprende i sensi e grazie alla Numero Uno come cacciavite riesce a liberarsi dall'armatura che lo imprigionava e ritorna al Castello apparendo ai Whiskervilles come una spettrale apparizione. Fattosi riconsegnare l'assegno lo lascia in custodia al padre che corre subito in città per pagare le tasse mentre Paperone tiene a bada i due manigoldi con la sua spada. Infine i due Whiskervilles vengono messi in fuga dall'apparizione di tutto il casato de' Paperoni mentre si apprestavano a uccidere Paperone. Questo ed il padre guardano al futuro con ottimismo, confortati dall'arcobaleno che compare dopo la tempesta!

## Storia editoriale
Le fonti di ispirazione dell'autore si trovano nelle seguenti storie di Barks: Zio Paperone e il fiume d'oro, Paperino e il segreto del vecchio castello, Il clan di Zio Paperone, Zio Paperone e la cassa di rafano, Zio Paperone e il tesoro della regina.
In Italia è stata edita in La saga di Paperon de' Paperoni (2016).